# Impacto ambiental de la energía eléctrica

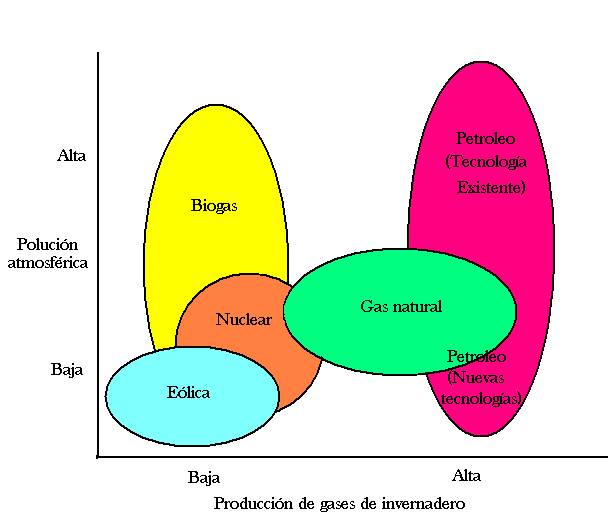
Polución de los aspetos más comunes en 500 cc de CO2 atmosférica de diversos sistemas de generación de energía eléctrica, incluyendo las externalidades.

La tecnología moderna consume grandes cantidades de energía eléctrica. Esta es normalmente generada en una planta de energía que convierte otras clases de energía en energía eléctrica. Cada sistema tiene ventajas e inconvenientes, pero muchos de ellos plantean preocupaciones ambientales.
La eficiencia de los sistemas de producción de energía puede ser mejorada a través de un método llamado cogeneración, que combina la producción de calor y energía. En este proceso, el calor residual producido en las centrales térmicas, que normalmente se desperdicia, se aprovecha para generar vapor. Este vapor puede ser extraído y utilizado en diversos procesos, como la calefacción de edificios cercanos. Al aprovechar tanto la energía eléctrica como el calor producido en la misma central térmica, se consume menos combustible en total.Esto resulta en una reducción de los efectos ambientales en comparación con los sistemas que solo generan electricidad o solo proporcionan calor. En resumen, la cogeneración permite un uso más eficiente de los recursos energéticos.

## Combustibles fósiles
La mayoría de la electricidad actualmente se genera quemando combustibles fósiles. Esto produce altas temperaturas, que mueven algún tipo de máquina térmica, a menudo una turbina de vapor.
Tales sistemas permiten que la electricidad sea generada donde haga falta, ya que el combustible fósil puede ser transportado rápidamente. También se aprovechan de la gran infraestructura diseñada para atender a los clientes de automóviles. Las reservas de combustibles fósiles son grandes, pero finitas. El agotamiento de combustibles fósiles de bajo coste tendrá consecuencias relevantes tanto para las fuentes de energía como para la manufactura de plásticos y muchos otros artículos. Se han realizado estimaciones para calcular exactamente cuándo se producirá el agotamiento, pero todavía se están descubriendo nuevas fuentes de combustible fósil.
Más graves son las preocupaciones acerca de las emisiones que resultan del quemado de combustible fósil, el cual constituye un repositorio significativo del carbón enterrado bajo tierra. Al quemarse se produce la conversión de este carbón el dióxido de carbono, el cual se diluye en la atmósfera, lo que produce un incremento en los niveles del dióxido de carbono atmosférico, que refuerza el efecto invernadero y contribuye al calentamiento global de la Tierra. La relación entre el incremento de dióxido de carbono y el calentamiento global está aceptado casi universalmente, a pesar de que los productos de combustible fósil replican vigorosamente a estos resultados.
Dependiendo del tipo de combustible fósil y del método de quemado, también se pueden producir otras emisiones. A menudo se emite ozono, dióxido de azufre, NO2 y otros gases, así como humos. Los óxidos de azufre y de nitrógeno contribuyen al smog y a la lluvia ácida. En el pasado, los propietarios de plantas atacaban este problema mediante la construcción de grandes chimeneas de humos, de modo que los elementos polucionantes pudieran diluirse en la atmósfera, lo que, si bien ayuda a reducir la contaminación local, no lo hace con la global.
Los combustibles fósiles, en particular el carbón, también contiene en disolución material radioactivo, por lo que, al quemarlo en muy grandes cantidades, arrojan este material al ambiente, provocando niveles de contaminación radiactiva local y global bajos pero reales.
El carbón también contiene indicios de elementos pesados tóxicos tales como mercurio, arsénico y otros. El mercurio vaporizado en una planta de energía puede estar en suspensión en la atmósfera y circular por todo el mundo. Mientras en el ambiente existe una sustancial cantidad de mercurio, de las que el procedente de otras actividades humanas está mejor controlado, el procedente de las plantas de energía constituye una fracción significativa del resto de emisiones. Las emisiones de mercurio de las plantas de energía en Estados Unidos se estiman en 50 t anuales para el año 2003, y varios cientos de toneladas anuales para las de China. Los diseñadores de plantas de energía pueden dotar de equipos especiales para que se reduzcan tales emisiones.
Las prácticas mineras del carbón de Estados Unidos también incluyen la minería de excavación y destrucción de las cimas de las montañas. Los restos de  materia removida se dejan al descubierto y son arrojadas a los lechos de los ríos locales, lo que provoca que la mayoría de todos los ríos de las zonas carboníferas discurran rojos todo el año con ácido sulfúrico que mata toda la vida de los ríos.

## Energía Hidroeléctrica
El agua en la Tierra circula en un ciclo constante: es evaporada de los mares, cae en forma de lluvia sobre la tierra, y desciende desde los montes hasta volver a los mares. La energía hidroeléctrica extrae alguna de la energía de este flujo de descenso del agua. Normalmente, las plantas de energía eléctrica están formadas por una Presa hidráulica que crea un gran embalse; cuando hace falta energía, se permite que el agua fluya del embalse, a través de turbinas que generan electricidad.
La energía hidroeléctrica es renovable, es decir, no dejará de funcionar en tanto el agua continúe fluyendo. Los efectos medioambientales proceden del funcionamiento de los pantanos y la alteración consiguiente de las preexistentes condiciones del flujo del agua.
Las presas hidroeléctricas pueden acumular sedimentos debido a los sólidos en suspensión que se depositan en el agua del pantano. Si se acumulan suficientes sedimentos la toma de agua de las turbinas puede quedar bloqueada, por lo que las instalaciones hidroeléctricas deben retirar los sedimentos y desprenderse de ellos de alguna manera.
Las presas hidroeléctricas también bloquean las rutas de migración de peces que necesitan remontar los ríos para el desove. Esto se ha corregido parcialmente mediante la construcción de rampas para peces, que son pequeñas corrientes que los peces pueden remontar para circunvalar la presa.
Es raro que un gran hidroproyecto se realice cerca de una ciudad o de una fábrica industrial que use toda la energía producida. Habitualmente, largas líneas de transporte de energía llevan la electricidad a su destino. El tendido de la línea de transporte requiere limpiar un estrecho pero largo corredor de bosque (o de otro terreno). Esta limpieza  puede afectar a las rutas de migración y provocar erosión del terreno, al tiempo que facilitan el acceso humano a las que, de otro modo, sería áreas aisladas. Los efectos de la descarga de corona y la radiación electromagnética de baja frecuencia alrededor de los tendidos eléctricos son una fuente de continua preocupación.
La Comisión Mundial sobre Presas en 2004 hizo público un informe subrayando un consenso sobre las mejores prácticas para grandes presas, considerando los factores ecológicos, sociales y económicos, e incluyendo la discusión sobre emisiones de gases de efecto invernadero.

## Energía de las mareas
En regiones tales como la Bahía de Fundy con muy amplias mareas, se pueden construir plantas de energía de las mareas, para conseguir energía eléctrica del movimiento de las mareas.
La energía de las mareas, también es renovable, en el sentido de que estará disponible siempre que la Luna siga orbitando la Tierra. No obstante, tiene problemas ambientales similares a los de la energía hidroeléctrica. Una planta movida por mareas normalmente requiere una gran presa, que puede hacer peligrar los ecosistemas al limitar los movimientos de los animales marinos. Tal vez más grave, una planta de este tipo reduce o incrementa el vaivén de las mareas, lo que puede alterar gravemente los ecosistemas que dependen de ser cubiertos periódicamente por las aguas; los resultados en los lechos pesqueros o marisqueros pueden producir efectos económicos adversos. Ciertas plantas de mareas proyectadas en la Bahía de Fundy podrían incrementar el vaivén de las mareas alrededor de 50 cm en lugares tan alejados como la costa de Maine (en donde ahora las mareas no son particularmente grandes).

## Energía Nuclear

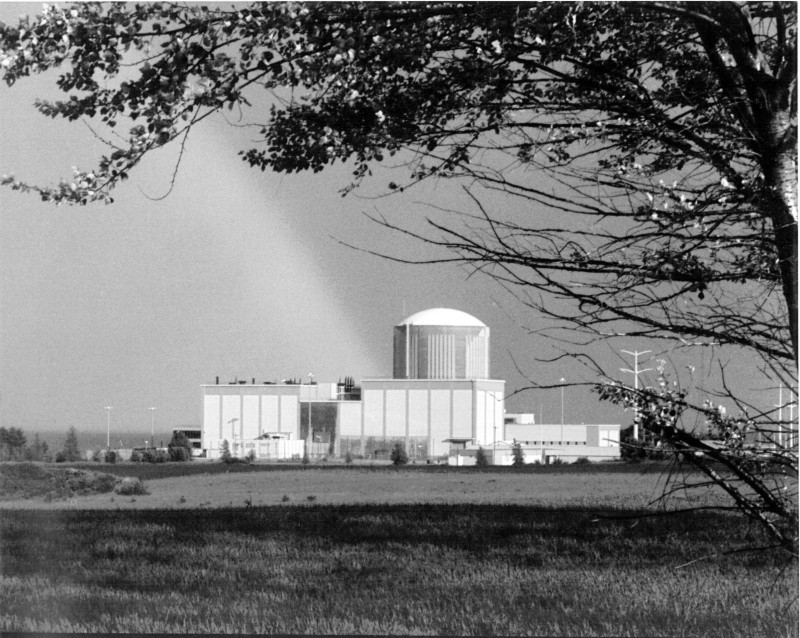
Planta de Energía Nuclear de Kewaunee, Kewaunee, Wisconsin.

La energía nuclear ha levantado mucha preocupación en la gente. Bajo funcionamiento normal, una planta de energía nuclear libera muy poca contaminación de cualquier clase en el ambiente. Pero produce varios tipos de residuo nuclear. Produce unos volúmenes moderados de residuo de bajo nivel; los cuales pueden ser retirados situándolos simplemente en algún lugar que no sea accesible durante unos pocos años. Sin embargo, se genera una relativamente pequeña cantidad (quizás una tonelada al año en el caso de una gran central nuclear) de residuo de alto nivel, que plantea un problema para deshacerse de ella. Se puede esperar que sea peligrosa durante decenios, siglos o milenios, por lo que se deben encontrar métodos de desprenderse de ella que sean extremadamente seguros. Normalmente, la mayoría de estos residuos se almacenan en medios temporales que requieren una atención constante y cuidadosa. Se han sugerido varios métodos para el destino final de los residuos, incluyendo el enterramiento a profundidad en estructuras geológicas estables, la transmutación y el envío al espacio exterior. Algunos reactores nucleares, en especial el reactor rápido integral, se han propuesto, ya que usando un diferente ciclo del combustible nuclear se evita la producción de residuos con contenido de isótopos radioactivos de larga duración.
Los accidentes en las plantas de energía nuclear plantean un riesgo grave de contaminación ambiental. El accidente de Chernobyl, por ejemplo, liberó grandes cantidades de contaminación radiactiva, provocando muchas muertes y dejando grandes extensiones de terreno inutilizables para los próximos siglos. No obstante, la planta de energía nuclear de Chernobyl se construyó sin una mínima preocupación por la seguridad; para las plantas de energía nuclear modernas es mucho menos probable que tengan tales problemas. Sin embargo, el peligro potencial de sufrir un accidente, todavía existe, por lo que muchos expertos siguen estando preocupados por el uso de la energía nuclear. Este peligro ha recibido una significativa cobertura en la prensa popular, por lo que la gente tiene un miedo muy grande a la energía nuclear (en contraste, la contaminación radioactiva debida al quemado del carbón es prácticamente desconocida, del mismo modo que lo son la mayoría de riesgos de los otros métodos de generación de energía eléctrica). 
La energía nuclear puede también plantear el riesgo de la proliferación nuclear. Los productos de la fisión pueden ser reprocesados a partir del combustible del reactor y derivados a programas de armas nucleares, o un reactor puede ser utilizado para producir material armamentístico a través de la transmutación por irradiación directa de neutrones.

## Biomasa
La energía eléctrica puede generarse mediante el quemado de cualquier cosa que pueda arder. Hay energía eléctrica que se genera quemando cosechas que se han cultivado específicamente para este fin. Normalmente, esto se hace mediante el fermentado de las plantas para producir etanol, el cual es la materia que se quema. También se obtiene dejando que la materia orgánica se pudra, produciendo biogás, el cual es quemado. También, cuando se quema, la madera es una forma de combustible biomasa.
Al quemar biomasa se produce mucha mayor cantidad de dióxido de carbono que en el caso de los combustibles fósiles. Se defiende esta práctica diciendo que, al cultivar biomasa se captura dióxido de carbono de la atmósfera, de modo que la contribución neta al ciclo global del dióxido de carbono atmosférico es cero lo que, en primer lugar, no es exactamente cierto, puesto que la manipulación de los biocombustibles (cosecha y transportes también consume mucha energía), lo que quiere decir que sería mucho mejor si no se quemase, puesto que seguiría reduciendo el dióxido a oxígeno libre y no sería necesario consumir la energía adicional citada.
El proceso del cultivo de biomasa está sujeto a las mismas preocupaciones ambientales que cualquier clase de agricultura. Utiliza una gran superficie de tierra y, para un cultivo económico, puede necesitar de fertilizantes y pesticidas. La biomasa que se produce como un subproducto de la agricultura puede ser prometedora, pero la mayoría de esta biomasa actualmente está siendo utilizada como abono del suelo, cuando no hay otro, o como alimento del ganado.

## Energía Solar

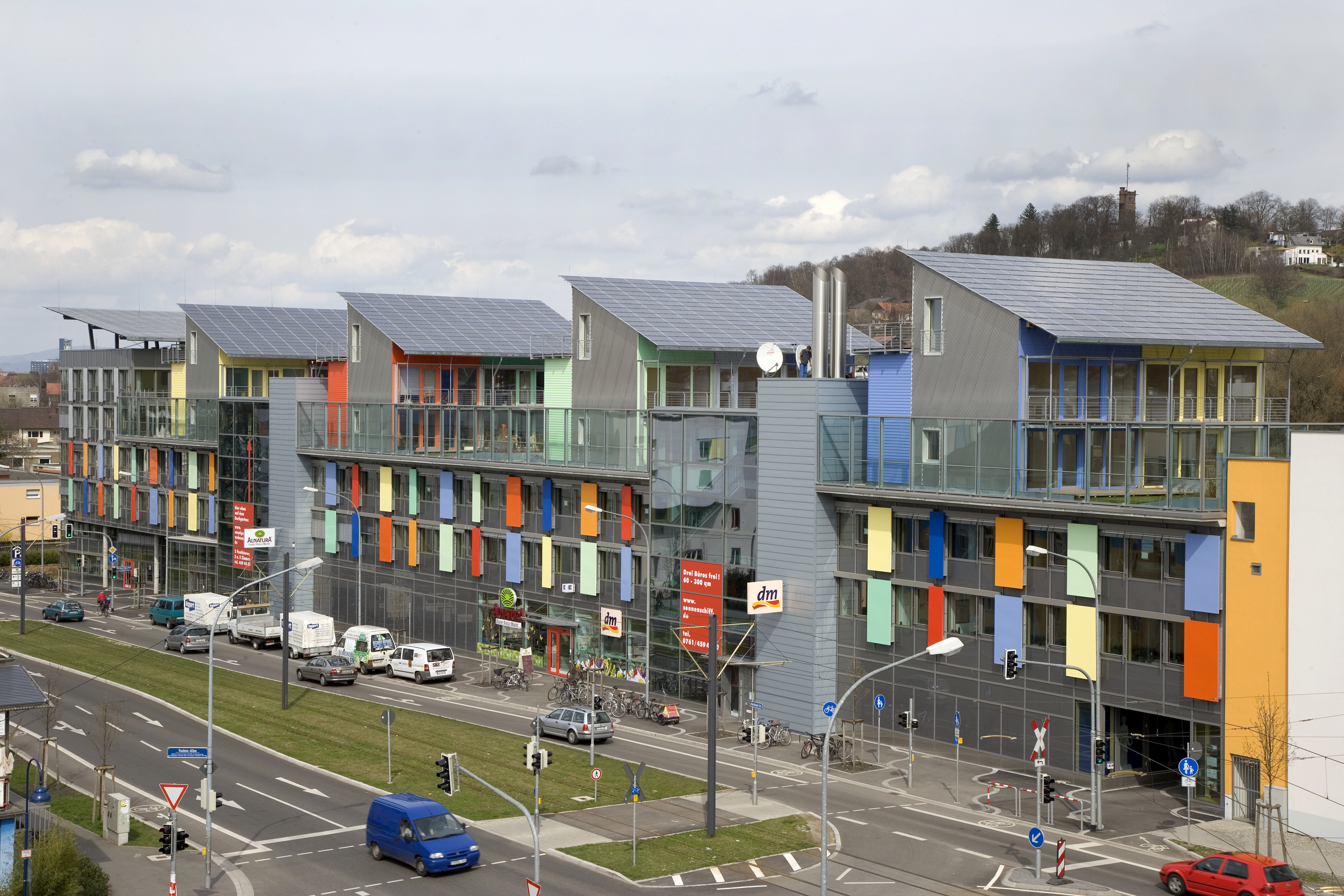
La paneles solares puede ser instalados a pequeña escala sobre los tejados de los edificios, como en este barrio solar de la localidad de Friburgo (Alemania).

La energía solar se extrae de la luz del Sol. Esto se puede hacer directamente, con módulos fotovoltaicos, o mediante la utilización de conjuntos de espejos que concentren la luz solar en un punto común que se calienta en extremo. Este calor puede calentar agua hasta convertirla en vapor que, pasando por una turbina con un generador, puede producir electricidad. 

### Reciclaje de módulos fotovoltaicos
Al finalizar su vida útil, la mayor parte de los paneles fotovoltaicos puede ser tratada. Gracias a las innovaciones tecnológicas que se han desarrollado en los últimos años, se puede recuperar hasta el 95% de ciertos materiales semiconductores y el vidrio, así como grandes cantidades de metales ferrosos y no ferrosos utilizados en los módulos. Algunas empresas privadas y organizaciones sin fines de lucro, como por ejemplo PV CYCLE en la Unión Europea, están actualmente trabajando en las operaciones de recogida y reciclaje de paneles al final de su vida útil.
Dos de las soluciones de reciclaje más comunes son:
- Paneles de silicio: Los marcos de aluminio y las cajas de conexión son desmantelados manualmente al comienzo del proceso. El panel se tritura y las diferentes fracciones se separan - vidrio, plásticos y metales. Es posible recuperar más de 80% del peso entrante y, por ejemplo, el cristal mixto extraído es fácilmente aceptado por la industria de la espuma de vidrio el aislamiento. Este proceso puede ser realizado por los recicladores de vidrio plano ya que la morfología y composición de un panel fotovoltaico es similar al cristal plano utilizado en la industria de la construcción y del automóvil.
- Paneles de otros materiales: Hoy en día contamos con tecnologías específicas para el reciclaje de paneles fotovoltaicos que no contienen silicio, alguna técnicas utilizan baños químicos para separar los diferentes materiales semiconductores. Para los paneles de teluro de cadmio, el proceso de reciclaje empieza por aplastar el módulo y, posteriormente, separar las diferentes partes. Este proceso de reciclaje está diseñado para recuperar hasta un 90% del vidrio y 95% de los materiales semiconductores.[8] En los últimos años, algunas empresas privadas han puesto en marcha instalaciones de reciclaje a escala comercial.

## Energía eólica
La energía eólica obtiene la electricidad del movimiento del aire sobre la superficie de la tierra.  Las estaciones de energía eólicas normalmente están compuestas por grandes “granjas de viento” (campos de grandes aerogeneradores) en ubicaciones con relativamente fuertes y constantes vientos. Estas granjas normalmente se consideran poco atractivas. Además, los aerogeneradores interrumpen vientos de baja intensidad, y pueden ser muy ruidosos. Ambos hechos crean problemas para las poblaciones de aves locales, especialmente la muerte de muchas de ellas. Los aerogeneradores también necesitan un mantenimiento constante, ya que están formados de muchas partes móviles expuestas a los elementos. Ahora un esfuerzo considerable se ha realizado para conseguir granjas de viento a varios kilómetros mar adentro. Los que apoyan este esfuerzo esperan que así se reduzcan las preocupaciones que tienen los oponentes. Muchos propietarios de casas en áreas con fuertes vientos y costosa instalación eléctrica convencional, instalan pequeños aerogeneradores para reducir sus facturas de electricidad.

## Energía geotérmica
La energía geotérmica obtiene la electricidad de la diferencia de temperatura entre las rocas calientes de las profundidades de la Tierra y la relativamente fría del aire y el agua en su superficie. Esto requiere que la roca caliente esté relativamente poco profunda, por lo que sólo puede ser aplicada en áreas geológicamente activas. Puede afectar a géisers cercanos (dado que tienen sistemas muy sensibles), pero la única mayor preocupación ambiental es la polución por calor. Puesto que la energía eléctrica se obtiene del chorro de calor, el exceso es lanzado bien al aire o al agua, lo que, en cualquier caso, puede interferir con los ecosistemas locales. No obstante, este tipo de polución es más o menos inevitable en todos los establecimientos de población nórdicos. Las plantas geotérmicas también pueden emitir sales sulfuro de hidrógeno, o radón transportado a la superficie por la corriente geotérmica.

## Energía negawatio
Bajo esta expresión se cataloga como energía la obtenida como resultado de un uso más eficiente de la electricidad. La energía negawatio es un modo de suministrar energía eléctrica adicional a los consumidores sin incremento de la capacidad de generación y con un coste de alrededor de la mitad de la generación a gran escala. Por cuanto está relacionada con eficiencia en la utilización difiere según la escala y el comportamiento del mercado. Este método de generación virtual puede proporcionar décadas de crecimiento de suministro en el lugar de generación reduciendo de esta forma los impactos ambientales de la generación convencional. Dicho sencillamente, cuesta menos incrementar la disponibilidad aumentando la eficiencia en el consumo, que incrementar la capacidad de las plantas generadoras.